# Draculoides
Draculoides — рід дрібних павукоподібних з ряду шизомід (Schizomida). Містить 26 видів. Рід названий на честь вампіра Дракули, вказуючи на спосіб полювання: тварина використовує великі, схожі на ікла, педипальпи, щоб захопити здобич, а потім висмоктує з нею всю рідину.

## Поширення
Представники роду поширені на півночі Західної Австралії.

## Опис
Дрібні павукоподібні жовтувато-коричневого кольору, завдовжки близько 4 мм. Вертлуг педипальп без мезальної шпори. Рухомий палець хеліцер з 0-2 додатковими зубцями. Жіночі геніталії з гоноподіумом або без нього, а також з чотирма спрямованими вперед протоками, іноді розділеними на частини, а іноді з'єднаними базально до з'єднання з бурсою. 2-й тергіт з 2-3 щетинками. Флагеллум самця стислий з боків або зверху.

## Систематика
Рід запропоновано у 1992 році австралійським арахнологом Марком Гарві для виду Schizomus vinei, який він описав у 1988 році. Другий вид Draculoides bramstokeri описаний у 1995 році. До 2019 року в роді нараховувалося 13 видів. Під час ревізії роду у 2020 році було описано ще 13 нових видів.

## Види
- Draculoides affinis (Framenau, Hamilton, Finston, Humphreys, Abrams, Huey and Harvey, 2018)[5]
- Draculoides akashae  Abrams & Harvey, 2020[4]
- Draculoides anachoretus (Harvey, Berry, Edward and Humphreys, 2008)
- Draculoides belalugosii  Abrams & Harvey, 2020[4]
- Draculoides bramstokeri Harvey & Humphreys, 1995
- Draculoides brooksi Harvey, 2001[6]
- Draculoides bythius (Harvey, Berry, Edward and Humphreys, 2008)
- Draculoides carmillae  Abrams & Harvey, 2020[4]
- Draculoides catho (Framenau, Hamilton, Finston, Humphreys, Abrams, Huey and Harvey, 2018)[5]
- Draculoides celatus (Framenau, Hamilton, Finston, Humphreys, Abrams, Huey and Harvey, 2018)[5]
- Draculoides christopherleei Harvey, 2001[6]
- Draculoides claudiae  Abrams & Harvey, 2020[4]
- Draculoides cochranus (Framenau, Hamilton, Finston, Humphreys, Abrams, Huey and Harvey, 2018)[5]
- Draculoides confusus (Framenau, Hamilton, Finston, Humphreys, Abrams, Huey and Harvey, 2018)[5]
- Draculoides eremius  (Abrams and Harvey, 2015)
- Draculoides gnophicola (Harvey, Berry, Edward and Humphreys, 2008)
- Draculoides immortalis  Abrams & Harvey, 2020[4]
- Draculoides julianneae Harvey, 2001[6]
- Draculoides karenbassettae  Abrams & Harvey, 2020[4]
- Draculoides kryptus (Harvey, Berry, Edward and Humphreys, 2008)
- Draculoides mckechnieorum  Abrams & Harvey, 2020[4]
- Draculoides mesozeirus Harvey, Berry, Edward & Humphreys, 2008
- Draculoides minae  Abrams & Harvey, 2020[4]
- Draculoides neoanthropus Harvey, Berry, Edward & Humphreys, 2008
- Draculoides noctigrassator  Abrams & Harvey, 2020[4]
- Draculoides nosferatu  Abrams & Harvey, 2020[4]
- Draculoides obrutus (Framenau, Hamilton, Finston, Humphreys, Abrams, Huey and Harvey, 2018)[5]
- Draculoides piscivultus  Abrams & Harvey, 2020[4]
- Draculoides vinei (Harvey, 1988)
- Draculoides warramboo  Abrams & Harvey, 2020[4]
- Draculoides trinity (Framenau, Hamilton, Finston, Humphreys, Abrams, Huey and Harvey, 2018)[5]